# Cornelio - Delitti d'autore
(Carlo Lucarelli, Cornelio - Delitti d'autore n. 1 – Il club della paura)
Cornelio - Delitti d'autore è una miniserie a fumetti di genere horror/noir pubblicata in Italia dalla Star Comics. La serie prende il nome dal suo protagonista, uno scrittore noir in preda a una forte crisi creativa e con le sembianze dello scrittore Carlo Lucarelli, uno degli autori insieme a Mauro Smocovich e Giuseppe Di Bernardo.

## Storia editoriale
La miniserie venne pubblicata da maggio 2008 a marzo del 2010 e, sebbene avrebbe dovuto essere formata da solo sei numeri, venne poi prolungata di altri sei. Dopo la conclusione venne ristampata in quattro volumi antologici.
Nel fumetto sono presenti alcune citazioni e riferimenti alla bibliografia di Carlo Lucarelli e a sue creazioni letterarie come l'ispettore Coliandro e l'ispettore Grazia Negro. Il personaggio della fotografa dark Vanessa è ispirato alla musicista Tying Tiffany.

## Trama
Cornelio Bizzarro è uno scrittore di successo ma senza più idee che cerca nuove ispirazioni provando a ritrovare la vena narrativa perduta. Nelle varie avventure è affiancato da Vanessa, una modella e fotografa che vuole essere la musa ispiratrice del suo scrittore preferito, trascinandolo a risolvere misteri.

## Albi
Tutte le storie sono state scritte da Carlo Lucarelli, Mauro Smocovich e Giuseppe Di Bernardo mentre le copertine sono opera di Andrea Fattori e Andres José Mossa.
| n. | Titolo                     | Data di pubblicazione | Disegni                                             |
| -- | -------------------------- | --------------------- | --------------------------------------------------- |
| 1  | Il club della paura        | maggio 2008           | Daniele Statella e Marco Fara                       |
| 2  | La reliquia del vampiro    | luglio 2008           | Francesco Bonanno                                   |
| 3  | Technozombie               | settembre 2008        | Sergio Gerasi                                       |
| 4  | La maschera del male       | novembre 2008         | Daniele Statella e Marco Fara                       |
| 5  | Fantasmi all'Opera         | gennaio 2009          | Francesco Bonanno                                   |
| 6  | Un mistero misterioso      | marzo 2009            | Daniele Statella, Marco Fara e Beniamino Delvecchio |
| 7  | Benvenuti a Villa Fiaba    | maggio 2009           | Francesco Bonanno                                   |
| 8  | I bimbi perduti            | luglio 2009           | Daniele Statella, Marco Fara                        |
| 9  | Storia di un burattino     | settembre 2009        | Paola Camoriano                                     |
| 10 | Il fantastico mondo di Biz | novembre 2009         | Francesco Bonanno                                   |
| 11 | Quando l'ombra della notte | gennaio 2010          | Daniele Statella, Marco Fara                        |
| 12 | Villa Beauty Farm          | marzo 2010            | Paola Camoriano                                     |

| Nr.         | Titolo Albo         | Data di pubblicazione | Testi                                                   | Disegni                           | Copertina                         |
| ----------- | ------------------- | --------------------- | ------------------------------------------------------- | --------------------------------- | --------------------------------- |
| 1° speciale | Chiamatemi Cornelio | ottobre 2010          | Carlo Lucarelli, Mauro Smocovich e Giuseppe Di Bernardo | Marco Turini, Riccardo Pieruccini | Andrea Fattori, Andres José Mossa |